# Salvatore Ganci
Salvatore Ganci (Floridia, 16 gennaio 1946) è un fisico italiano, noto in particolare per i suoi studi sul fenomeno ottico della diffrazione e per le sue numerose pubblicazioni internazionali sulla didattica della Fisica.

## Biografia
Presso l’Università di Genova ha conseguito laurea in Fisica nel 1972. Dal 1978 al 2004 è stato professore di Matematica e Fisica presso il Liceo Scientifico Statale “G. Marconi” di Chiavari. Nel 1983 gli è stato conferito il Premio per la Didattica da parte della Società Italiana di Fisica, mentre nel 1984 riceve il Premio per la Fisica da parte del Ministero per i Beni Culturali. Nel 2001 riceve l’idoneità al concorso per professore associato in Didattica e Storia della Fisica. Nel 2012 entra a fare parte della redazione del Far East Journal of Mathematical Science, mentre nel 2013 prende parte alla redazione del Far East Journal of Mathematical Education. Nel 2016 entra a fare parte della redazione del American Journal of Educational Science. Nel 2018 entra a fare parte della redazione del SCIRE Journal of Education.

## Il Progetto Datamouse
Nel 2009 pubblica l’articolo Stopwatch Provides Low-Cost Training, che descrive la realizzazione a costo ridotto di una misurazione temporale di un oggetto che attraversa due traguardi, effettuata per mezzo di un computer. Tramite questa pubblicazione, dà avvio ad un progetto internazionale di ricerca scientifica promosso dall’Institute of Physics, il Datamouse Project.

## Pubblicazioni

### Libri
- D. Bellini, S. Ganci, C. Nicolini, Elementi di Fisica (con laboratorio sperimentale e informatico) (Bulgarini, Firenze, 1991).
- Salvatore Ganci, La Fisica nell’800 in Chiavari on Atti del VVX Congresso della Società Italiana degli Storici della Fisica e dell’Astronomia. http://www.brera.unimi.it/sisfa/atti/atti2005.htm
- Salvatore Ganci, "Un sistema telegrafico dimenticato: il telegrafo di Giuseppe Domenico Botto" in Telegrafo e Telefono nella Riviera Ligure, (Colombi, Genova, 2007), pp. 45 – 49.
- Salvatore Ganci, Costruttori di apparecchiature di Fisica in Chiavari tra la seconda metà dell’800 e la prima metà del ‘900 (Seneca, Torino, 2008).
- Salvatore Ganci, “Biografia di uno dei tanti Docenti della Scuola Secondaria dei primi del ‘900: Arciero Bernini”, in Atti del XXVII Congresso Nazionale di Storia della Fisica e dell’Astronomia, (Guaraldi, Rimini, 2010).
- Salvatore Ganci, Physics Experiments for your Bag, (Seneca, Torino, 2011).